# Antonio Giuseppe Caiazzo
Antonio Giuseppe Caiazzo (Isola di Capo Rizzuto, 4 aprile 1956) è un arcivescovo cattolico italiano, dal 7 gennaio 2025 vescovo di Cesena-Sarsina.

## Biografia
È nato a Isola di Capo Rizzuto, allora in provincia di Catanzaro e diocesi di Crotone, il 4 aprile 1956.

### Formazione e ministero sacerdotale
Dopo la maturità classica, ha conseguito il baccalaureato in teologia presso il Pontificio seminario regionale San Pio X di Catanzaro e successivamente il dottorato in sacra liturgia al Pontificio ateneo Sant'Anselmo di Roma.
Il 10 ottobre 1981 è ordinato presbitero, nella cattedrale di Crotone, dall'arcivescovo Giuseppe Agostino.
Dal 1985 è parroco a Crotone, nella appena istituita parrocchia di san Paolo Apostolo. Nel corso dei trenta anni di incarico, la parrocchia accresce il numero di fedeli, fino a diventare la maggiore della Diocesi: viene edificata la chiesa parrocchiale, e si sviluppa l'opera nel sociale, attraverso le attività di sostegno dei poveri con una mensa e una cooperativa sociale, e dei profughi con un centro di accoglienza.
Ha ricoperto numerosi incarichi a livello diocesano, regionale e nazionale fra cui membro della Consulta nazionale per la liturgia presso la Conferenza Episcopale Italiana (1996-2010), direttore dell'Ufficio liturgico regionale (1996-2010), vicario episcopale per il clero e la vita consacrata (2012-2016). È docente di Sacra liturgia all'Istituto teologico calabro "San Pio X" di Catanzaro.

### Ministero episcopale
Il 12 febbraio 2016 papa Francesco lo ha nominato arcivescovo di Matera-Irsina; è succeduto a Salvatore Ligorio, precedentemente nominato arcivescovo metropolita di Potenza-Muro Lucano-Marsico Nuovo. Il 2 aprile successivo ha ricevuto l'ordinazione episcopale, nel PalaMilone a Crotone, da Antonio Staglianò, vescovo di Noto, compaesano e amico d'infanzia, co-consacranti Domenico Graziani, arcivescovo di Crotone-Santa Severina, Andrea Mugione, arcivescovo emerito di Benevento, Salvatore Ligorio e Luigi Antonio Cantafora, vescovo di Lamezia Terme. Il 16 aprile ha preso possesso dell'arcidiocesi.
Presso la Conferenza Episcopale Italiana è stato presidente del Comitato per i congressi eucaristici nazionali dal 21 marzo 2018 al 27 maggio 2025.
Il 19 maggio 2018 ha indetto il primo sinodo dell'arcidiocesi, convocato il 12 gennaio 2019 e concluso il 25 gennaio 2020 nella cattedrale di Matera.
Il 4 marzo 2023 è stato nominato anche vescovo di Tricarico dallo stesso papa, che ha così unito in persona episcopi l'arcidiocesi di Matera-Irsina con la diocesi di Tricarico; di quest'ultima sede, vacante a seguito del trasferimento di Giovanni Intini all'arcidiocesi di Brindisi-Ostuni, era già amministratore apostolico dal 10 febbraio precedente. Il 4 aprile, durante la celebrazione della Messa del crisma, ha preso possesso della diocesi.
Il 7 gennaio 2025 papa Francesco lo ha nominato vescovo di Cesena-Sarsina; è succeduto a Douglas Regattieri, dimessosi per raggiunti limiti di età. Il 16 marzo successivo ha preso possesso della diocesi.

## Genealogia episcopale e successione apostolica
La genealogia episcopale è:
- Cardinale Scipione Rebiba
- Cardinale Giulio Antonio Santori
- Cardinale Girolamo Bernerio, O.P.
- Arcivescovo Galeazzo Sanvitale
- Cardinale Ludovico Ludovisi
- Cardinale Luigi Caetani
- Cardinale Ulderico Carpegna
- Cardinale Paluzzo Paluzzi Altieri degli Albertoni
- Papa Benedetto XIII
- Papa Benedetto XIV
- Papa Clemente XIII
- Cardinale Bernardino Giraud
- Cardinale Alessandro Mattei
- Cardinale Pietro Francesco Galleffi
- Cardinale Giacomo Filippo Fransoni
- Cardinale Carlo Sacconi
- Cardinale Edward Henry Howard
- Cardinale Mariano Rampolla del Tindaro
- Cardinale Gennaro Granito Pignatelli di Belmonte
- Cardinale Pietro Boetto, S.I.
- Cardinale Giuseppe Siri
- Cardinale Giacomo Lercaro
- Vescovo Gilberto Baroni
- Cardinale Camillo Ruini
- Vescovo Antonio Staglianò
- Arcivescovo Antonio Giuseppe Caiazzo

La successione apostolica è:
- Arcivescovo Rocco Pennacchio (2017)
- Arcivescovo Biagio Colaianni (2024)

## Opere
- Antonio Giuseppe Caiazzo, Simbolismi dell'acqua nell'iniziazione cristiana, in Vito Teti (a cura di), Storia dell'acqua: mondi materiali e universi simbolici, Roma, Donzelli Editore, 2003, ISBN 88-7989-778-0.
- Antonio Giuseppe Caiazzo, Tra le nebbia di Tufolo la luce del Vangelo: ricordando i primi 25 anni della parrocchia di San Paolo apostolo a Crotone, 1938-2008, Cosenza, Progetto 2000, 2009, ISBN 978-88-8276-322-0.